# Isla de Champinoit
La isla de Champinoit (en francés: Île de Champinoit) es una isla de Bélgica se encuentra en el río Mosa cerca de Lustin (comuna de Profondeville), frente a la estación ferroviaria del pueblo.  Es pequeña (con apenas 1,7 hectáreas)  y se mantuvo bastante salvaje. 
Entre 1945 y 1954, el extremo sur de la isla fue utilizada como lugar de descanso durante el período vacacional. El extremo norte fue utilizado durante un período como pequeña granja de ovejas. El extremo sur, a menudo abrumado por el río Mosa, fue gravemente dañado.  Algunos pescadores y turistas vienen en barco.